# Amos Herring
Amos Herring (geb. c. 1794 - † onbekend) was een Liberiaans staatsman. Hij was in 1847 namens Grand Bassa County lid van de grondwetgevende vergadering en een van de ondertekenaars van de onafhankelijkheidsverklaring van Liberia.pp. 137, 139 Na de afzetting van president Edward Roye op 26 oktober 1871 was hij samen met generaal Reginald Sherman, Charles Benedict Dunbar en Hilary R.W. Johnson lid van de Uitvoerende Raad die tot 4 november 1871 Liberia regeerde.p. 278